# Lavčević
Lavčević d.d. je hrvatska tvrtka čije sjedište je u Splitu, i koja je osnovana 1948. godine. Osnovne djelatnosti tvrtke su građevinsko inženjerstvo, izgradnje objekata, cestogradnja, turizam. Dobila je ime po narodnom heroju NOB-a Ivanu Lučiću-Lavčeviću (1905. – 1942.). Većinski vlasnik tvrtke je Montmontaža d.d. iz Zagreba.

## Struktura
Društva u grupaciji "Lavčević d.d." ili povezana s njom su kroz potpuni ili većinski udio su:
- Lavčević-Inženjering d.o.o. - Split
- Lavčević-Kamenolom d.o.o. - Split
- Lavčević-Mehanizacija d.o.o. - Split
- Lavčević-Projektiranje d.o.o. - Split
- Lavčević-Hotelijerstvo d.o.o. - Split
- Lavčević-Zadar d.o.o. - Zadar
- Lavčević-Šibenik d.o.o. - Šibenik
- Pomgrad-Gradnja d.o.o. - Split

## Šport
Pri poduzeću je nekad postojalo športsko društvo koje je imalo nogometni i košarkaški odjel, a koji su služili kao kalionice za Hajdukove i Jugoplastikine kadete i juniore.

## Vanjske poveznice
- Službene stranice tvrtke Lavčević d.d. (hrv.)